# Ознаки комерційної таємниці
Ознаки комерційної таємниці — це ознаки, якими має володіти інформація, щоб вважатися комерційною таємницею.

## Основні ознаки комерційної таємниці
- Комерційна цінність інформації та її невідомість третім особам. Невідомість третім особам означає, що інформація не повинна бути загальновідома.

Загальновідома інформація, навіть якщо вона має велику комерційну цінність, в принципі не може вважатися комерційною таємницею. Але бувають і винятки, наприклад, така інформація буде вважатися комерційною таємницею, якщо є знання, при використанні яких досягається велика економічна вигода;
- Відсутність доступу до інформації на законній підставі. У даному контексті під «доступом» розуміється можливість отримання відомостей, що становлять комерційну таємницю, на основі законодавчих чи договірних норм для використання в цілях, зазначених у цих нормах.

Існують способи добровільного надання доступу до секретної інформації, наприклад, ліцензійний договір, в рамках якого оформляються відносини між правовласником (ліцензіаром) і користувачем (ліцензіатом). Так само, право на комерційну інформацію може передаватися за договором комерційної концесії (франчайзингу).  Далі, законним способом отримання інформації є зворотна розробка, або «зворотний інжиніринг» і отримання інформації із загальнодоступних джерел (рекламні проспекти, публікацій у періодичній пресі, наукові виступи і т. ін.).
Можливість вільного доступу не завжди означає, що як тільки та чи інша інформація стає доступною для отримання третіми особами, вона втрачає статус комерційної таємниці.
- Заходи з охорони конфіденційності інформації.

Невиконання вимоги щодо охорони конфіденційності зводить на геть і перші дві ознаки. Якщо інформація не міститься в секреті, то вона доступна, принаймні, доступ до неї істотно полегшений. Таким чином, перестає виконуватися умова про те, що «до інформації немає вільного доступу на законній підставі». А якщо інформація стає доступною, то вона втрачає і якість комерційної цінності.

## Заходи по підтримці секретності інформації
- Технічний захист — комплекс заходів і (або) послуг по захисту її від несанкціонованого доступу, в тому числі і технічними каналами, а також від спеціальних впливів на неї в цілях знищення, перекручення або блокування доступу до неї.
- Організаційні заходи — заходи з обмеження доступу до секретної інформації працівників організації і третіх осіб.
- Юридичні (правові) заходи — федеральне законодавство у сфері інформаційної безпеки та різні правові акти.

## Захист комерційної таємниці в Україні
В чинному законодавстві України сформувалась  система законодавчої охорони суб'єктивних прав на комерційтаємницю. Ця тема є актуальною й для окремих наукових досліджень у вітчизняному цивільному праві. Правові норми, які стосуються забезпечення правової охорони комерційної таємниці, закріплені, в основному, в положеннях гл. 46 ЦК України, а також у законодавстві про інформацію. Правова охорона прав суб'єкта на комерційну таємницю здійснюється також засобами адміністративного та кримінального права (зокрема Законом України «Про захист від недобросовісної конкуренції» та статтями 231, 232 КК України).
Згідно ст. 505 ЦК України комерційною таємницею є інформація, що є секретною в тому розумінні, що вона не є легкодоступною для осіб, компетенцією яких є робота  з таким видом інформації, якою б вона не була повною чи не повною .
За Цивільним кодексом комерційна таємниця є одним із видів об'єктів інтелектуальної власності (ст. 420). Частина 2 ст. ЦК України зазначає:
комерційною таємницею можуть бути відомості технічного, організаційного, комерційного, виробничого та іншого характеру, за винятком тих, які відповідно до закону не можуть бути віднесені до комерційної таємниці.
Перелік відомостей, які не  охороняються як комерційна таємниця, закріплено у постанові Кабінету Міністрів України від 9 серпня 1993 р. № 611 «Про перелік відомостей, що не становлять комерційної таємниці». Отже, до комерційної таємниці не належать:
- установчі документи та документи, які дозволяють займатися підприємницькою чи господарською діяльністю або її окремими видами;
- інформація за всіма встановленими формами державної звітності;
- дані, необхідні для перевірки обчислення і сплати податків та інших обов'язкових платежів;
- відомості про чисельність і склад працюючих, їхню заробітну плату, а також наявність вільних робочих місць;
- документи про сплату податків і обов'язкових платежів;
- інформація в якій мова йде про забруднення навколишнього природного середовища, недотримання безпечних умов праці, реалізацію продукції, яка шкодитьздоров'ю, а також про інші порушення законодавчої бази України та розміри вчинениних при цьому збитків;
- документи про платоспроможність;
- відомості про участь посадових осіб підприємства в кооперативах, малих підприємствах, спілках, об'єднаннях та інших організаціях, що займаються підприємницькою діяльністю;
- відомості, які згідно чинному законодавству підлягають оголошенню[2].

Важлива інформація технічного, виробничого, організаційного чи іншого характеру, яка зберігається у таємниці та становить або потенційно здатна становити комерційну цінність,  вважається комерційною таємницею.
Згідно ст. 30 Закону України «Про інформацію» за режимом доступу інформація поділяється на дві групи: відкриту інформацію та інформацію з обмеженим доступом.

## См. також
- Комерційна таємниця
- Інтелектуальна власність